# 2008 TS26
2008 TS26 est un astéroïde de très petite taille. Sa magnitude absolue, 33,2, fut de sa découverte en 2008 à la découverte de 2022 WJ1 en 2022 la plus grande parmi les corps naturels extraterrestres individuels connus, ce qui en faisait possiblement le plus petit corps naturel extraterrestre individuel connu, ou au moins un des plus petits. Selon son albédo, sa taille serait d'environ 1 mètre voire moins (42 centimètres pour un albédo de 0,50, 59 centimètres pour un albédo de 0,25, 1,34 mètre pour un albédo de 0,05).
| Astéroïdes | Date       | Distance de la surface de la Terre | Incertitude sur cette distance | Référence |
| ---------- | ---------- | ---------------------------------- | ------------------------------ | --------- |
| 2020 VT4   | 2020-13-11 | 374 km                             | ± 25 km                        | [ 2 ]     |
| 2020 QG    | 2020-16-08 | 2946 km                            | ± 20 km                        | [ 3 ]     |
| 2011 CQ1   | 2011-04-02 | 5481 km                            | ± 5 km                         | [ 4 ]     |
| 2019 UN13  | 2019-31-10 | 6242 km                            | ± 200 km                       | [ 5 ]     |
| 2008 TS26  | 2008-09-10 | 6259 km                            | ± 1000 km                      | [ 6 ]     |
| 2004 FU162 | 2004-31-03 | 6542 km                            | ± 15000 km                     | [ 7 ]     |